# 1069

## Události
- dokončena stavba pevnosti Clifford's Tower v Yorku
- Širakawa, syn japonského císaře Go-Sandžóa, jmenován korunním princem

## Úmrtí
- Magnus II. Haraldsson, norský král (* asi 1048)

## Hlavy států
- České knížectví – Vratislav II.
- Papež – Alexandr II.
- Svatá říše římská – Jindřich IV.
- Anglické království – Vilém I. Dobyvatel
- Aragonské království – Sancho Ramírez
- Barcelonské hrabství – Ramon Berenguer I. Starý
- Burgundské vévodství – Robert I. Starý
- Byzantská říše – Romanos IV. Diogenes a Michael VII. Dukas
- Dánské království – Sven II. Estridsen
- Francouzské království – Filip I.
- Kyjevská Rus – Všeslav I. Polocký / Izjaslav I. Jaroslavič
- Kastilské království – Sancho II. Silný
- Leonské království – Alfons VI. Statečný
- Navarrské království – Sancho IV.
- Norské království – Magnus II. Haraldsson + Olaf III. Mírný / Olaf III. Mírný
- Polské knížectví – Boleslav II. Smělý
- Skotské království – Malcolm III.
- Švédské království – Halsten Stenkilsson
- Uherské království – Šalamoun